# Helmut Sichter
Helmut Sichter (* 29. Mai 1915 in Berlin; † 21. Juni 1998 ebenda) war ein deutscher Politiker (SPD).
Helmut Sichter besuchte eine Oberrealschule und machte eine Lehre als Feinmechaniker. Er trat dem Deutschen Metallarbeiter-Verband und ab 1928 auch der Sozialistischen Arbeiter-Jugend (SAJ) bei. Er besuchte die Ingenieurschulen Beuth und Gauß (heute Berliner Hochschule für Technik (BHT)) in Berlin und legte ein Examen im Gebiet der Schwachstromtechnik und des Fernmeldewesens ab. Sichter musste zunächst zur Wehrmacht und in den Zweiten Weltkrieg, wo er bei der Luftwaffe diente. Am Ende des Krieges geriet er in Kriegsgefangenschaft.
Sichter kehrte nach Berlin zurück und trat 1946 der SPD bei, wo er sich in Berlin-Frohnau und auch im Bezirk Reinickendorf politisch engagierte. Auch bei der Deutschen Angestellten-Gewerkschaft (DAG) war er aktiv. Er arbeitete erst als Verwaltungsangestellter und ab 1951 als Geschäftsführer der ersten „Berliner Festwochen“. Da Willy Hoheisel Bezirksstadtrat in Reinickendorf wurde, rückte Sichter im März 1955 in das Abgeordnetenhaus von Berlin nach.